# Mark Chavez
Mark "Marky" Anthony Chavez (nasceu em 15 de Novembro de 1978) é membro da banda de Nu-Metal, Adema. Separou-se da banda em 2004, indo para uma banda de nome Midnight Panic. Voltou em 2009 mas saiu em 2011. Voltou de novo em 2017 mas saiu mais uma vez em 2019.
A antiga banda de Mark Chavez é a "Midnight Panic." A banda disponibilizou no site oficial duas músicas, "Celebrate" e "Give Me One Chance"; o álbum saiu em Dezembro de 2005 e está disponível em Thru The Roof Records.
Mark é o meio-irmão mais novo de Jonathan Davis do KoЯn, ambos cresceram em Bakersfield, Califórnia.  Graduou-se na Garces Memorial High School, uma escola católica particular, em 1997.  É casado e tem um filho, Marky Chavez III, nasceu em 18 de Março de 2003.